# 西方鄴
西方鄴（892年—929年），字德勤，複姓西方，易州滿城人，汴州軍校西方再遇之子，後唐孝義軍指揮使、檢校尚書右僕射、檢校太保、光祿大夫、寧江軍節度使。

## 生平
七歲時，西方鄴便就讀鄉學，開始鉆研經籍，十八歲入大學，研讀春秋大義及致力學習文辭。

### 鄴都之亂
同光四年（926年），發生鄴都之亂，唐莊宗養兄李嗣源奉命前去鄴城平亂，李嗣源被叛軍劫持而一起叛變。李嗣源從鄴城向汴州南下，莊宗從都城洛陽前往汴州阻止李嗣源進軍。孔循同時遣使奉表去莊宗處並秘密送款給李嗣源，歡迎他們，並告知下屬：「先到的入城。」準備了相同的禮物，預備以北門迎李嗣源，西門迎莊宗。時任曹州刺史的西方鄴責怪他說：「陛下滅了後梁，對你有不殺之恩，為什麼還打算接納李嗣源而背叛國家呢？」孔循沒有回答。西方鄴揣度孔循無法說服，於是打算殺害正在汴州的李嗣源女兒（同時也是李嗣源下屬左射軍統領石敬瑭的妻子）來穩定人心。孔循洞悉西方鄴的想法，於是將她藏在家中，西方鄴無可奈何。莊宗至汴州後，西方鄴率麾下五百騎恭迎莊宗，西方鄴嗚咽哭泣，莊宗也為此落淚，於是命其為鎮守汴州。
石敬瑭派遺副將李瓊率領精兵進行突擊，攻破封丘門（今開封安遠門），石敬塘則率軍從西門突破，最終攻佔汴州，西方鄴請求投降。
莊宗因興教門之變身亡，李嗣源進入洛陽後，西方鄴於馬前請求賜死，李嗣源對西方鄴的舉動讚嘆不已。李嗣源稱監國，在莊宗柩前即位，合法繼承帝位，為唐明宗。

### 屢敗高季興
天成二年（927年），高季興反叛，唐明宗派襄州節度使劉訓等人招撫、任命董璋為西南招討使、西方鄴為夔州（今重慶市奉節縣）刺史協助董璋，劉訓因作戰無功被問責，董璋也曾出兵，但只有西方鄴成功攻取夔州、忠州、萬州。此後夔州升格寧江軍，西方鄴被任命為節度使。
天成三年（928年），西方鄴攻克歸州，多次戰勝高季興的軍隊（荊南軍），但是不久，歸州被荊南軍奪回。

### 病逝
天成四年（929年）四月二十二日西方鄴病逝，唐明宗思慕其忠烈，感覺少了股肱，特意停止朝會，最終西方鄴於同年十月十八日安葬於河南府河南縣平洛鄉朱陽里。

## 性格
西方鄴行事大多都不符合法規，為政貪虐，《舊五代史》與《新五代史》因此皆稱西方鄴為武人。（唐末後武人飽受時人抨擊）
判官譚善達見西方鄴違法亂紀便屢次勸諫，西方鄴感到不滿，派人誣告譚善達受賄，譚善達進監獄後，脾氣仍剛烈，在獄中言詞不遜，於是遭西方鄴殺害。西方鄴生病後，常常夢見譚善達作怪。

## 家庭
西方鄴的曾祖父西方希顒曾海州東海縣令，祖父西方常茂曾任薊州玉田縣尉，父亲西方再遇，曾任汴州軍校、定州都指揮使。

## 評價
- 唐明宗：夫忠而能力，蓋臣子之嘉猷；賞不逾時，乃君親之大義。其有一心奉國，萬里勤王，宣至化於遐陬，振威聲於異俗。[14]